# Henry Wells
Henry Bensley Wells (12. januar 1891 - 4. juli 1967) var en engelsk roer og olympisk guldvinder, født i Kensington.
Wells vandt en guldmedalje for Storbritannien ved OL 1912 i Stockholm i disciplinen otter. Han var styrmand i båden, der blev roet af Edgar Burgess, Sidney Swann, Leslie Wormald, Ewart Horsfall, James Angus Gillan, Alister Kirby, Philip Fleming og Stanley Garton. Han repræsenterede flere gange University of Oxford i det traditionsrige Oxford vs. Cambridge Boat Race på Themsen.

## OL-medaljer
- 1912:  Guld i otter